# Jenny Meldrum
Jennifer Anne Meldrum z domu Wingerson (ur. 12 kwietnia 1943 w Toronto) – kanadyjska lekkoatletka, płotkarka i wieloboistka, medalistka igrzysk panamerykańskich i igrzysk Brytyjskiej Wspólnoty Narodów, dwukrotna olimpijka.

## Kariera sportowa
Zdobyła srebrny medal w biegu na 80 metrów przez płotki na igrzyskach panamerykańskich w 1963 w São Paulo, przegrywając jedynie z Jo Ann Terry ze Stanów Zjednoczonych, a wyprzedzając Brazylijkę Wandę dos Santos. Zajęła 13. miejsce w pięcioboju i odpadła w eliminacjach biegu na 80 metrów przez płotki na igrzyskach olimpijskich w 1964 w Tokio. Na igrzyskach Imperium Brytyjskiego i Wspólnoty Brytyjskiej w 1966 w Kingston zdobyła brązowy medal w biegu na 80 metrów przez płotki (przegrywając tylko z Pamelą Kilborn z Australii i Carmen Smith) z Jamajki, a także zajęła 6. miejsce w skoku w dal i 9. miejsce w pchnięciu kulą.
Wywalczyła dwa srebrne medale: w sztafecie 4 × 100 metrów (w składzie: Irene Piotrowski, Meldrum, Judy Dallimore i Jan Maddin) oraz w pięcioboju (za Amerykanką Pat Winslow, a przed Brazylijką Aídą dos Santos) oraz zajęła 8. miejsca w biegu na 80 metrów przez płotki i w skoku w dal na igrzyskach panamerykańskich w 1967 w Winnipeg. Zajęła 11. miejsce w pięcioboju i odpadła w eliminacjach biegu na 80 metrów przez płotki na igrzyskach olimpijskich w 1968 w Meksyku. 
Zdobyła brązowy medal w pięcioboju za Mary Peters z Irlandii Północnej i Ann Wilson z Anglii oraz odpadła w eliminacjach biegu na 100 metrów przez płotki na igrzyskach Brytyjskiej Wspólnoty Narodów w 1970 w Edynburgu. Na igrzyskach panamerykańskich w 1971 w Cali zajęła 6. miejsce w biegu na 100 metrów przez płotki oraz 11. miejsce w pchnięciu kulą.
Maldrum była mistrzynią Kanady w biegu na 80 metrów przez płotki w latach 1962–1965 i 1967, w skoku w dal w latach 1961 i 1965–1967 oraz w pięcioboju w 1965, 1967 i 1967. Była wicemistrzynią swego kraju w biegu na 100 metrów w 1965, w biegu na 200 metrów w 1964 i 1965, w biegu na 80 metrów przez płotki w 1961, 1966 i 1968, w skoku w dal w 1968 i w pchnięciu kulą w 1961, a także brązową medalistką w biegu na 100 metrów w 1961 i 1963, w biegu na 200 metrów w 1963, w biegu na 100 metrów przez płotki w 1970 i 1971 oraz w pchnięciu kulą w 1965, 1966, 1968 i 1970.
Była również mistrzynią Stanów Zjednoczonych (AAU) w biegu na 200 metrów przez plotki w 1965, a także halową mistrzynią USA w biegu na 50 jardów w przez płotki w 1964.
Trzykrotnie poprawiała rekord Kanady w biegu na 80 metrów przez płotki do czasu 10,8 s, uzyskanego 7 września 1964 w Toronto oraz wyrównała rekord swego kraju w biegu na 100 metrów przez płotki czasem 14,2 s, osiągniętym 8 września 1966 w Ottawie. Była również dwukrotną rekordzistką Kanady w skoku w dal do rezultatu 6,013 m, osiągniętego 7 września 1966 w Saint-Lambert, pięciokrotną we pięcioboju do wyniku 4736 pkt uzyskanego 22 lipca 1970 w Edynburgu i jednokrotną w sztafecie 4 × 100 metrów w czasem 45,5 s (5 sierpnia 1967 w Winnipeg).